# Крилов Юрій Вікторович
Ю́рій Ві́кторович Крило́в (8 серпня 1925 — 2005) — радянський воєначальник, Віцеадмірал. Командир Кримської військово-морської бази (1976—1979) і Таллінської військово-морської бази (1979).

## Життєпис
Народився 8 серпня 1925 року. У 1948 році закінчив Вище військово-морське училище імені М. В. Фрунзе в Ленінграді.
З 1948 по 1955 рр. — служив на Балтійському флоті, де пройшов шлях від командира БЧ-1 до командира есмінця. Потім, був начальником штабу бригади протичовнової оборони.
У 1976 році став першим командувачем Кримської військово-морської бази, розташованої у Новоозерному.
У 1979 році отримав звання контр-адмірала і посаду командира Таллінської військово-морської бази.
У 2005 році помер.